# Aurelius Quintus
Aurelius Quintus (sein Praenomen ist nicht bekannt) war ein im 3. Jahrhundert n. Chr. lebender Angehöriger des römischen Ritterstandes (Eques).
Durch eine Inschrift, die beim Kastell Bremenium gefunden wurde und die auf 222/235 datiert wird, ist belegt, dass Quintus Tribun der Cohors I Fida Vardullorum war, die zu diesem Zeitpunkt in der Provinz Britannia stationiert war.